# Plaudren
Plaudren è un comune francese di 1 675 abitanti situato nel dipartimento del Morbihan nella regione della Bretagna.
Nel territorio comunale di Plaudren nasce il fiume Auray.

## Società

### Evoluzione demografica
Abitanti censiti